# Ященко, Фёдор Елисеевич
Федор Елисеевич Ященко (1925, город Четатя-Албэ Королевства Румыния, теперь город Белгород-Днестровский Одесской области — 1992, город Николаев Николаевской области) — украинский советский деятель, 1-й секретарь Николаевского горкома КПУ, генеральный директор Николаевского машиностроительного завода (производственного объединения «Заря») Николаевской области. Депутат Верховного Совета УССР 10-го созыва.

## Биография
Родился в семье рабочего. Трудовую деятельность начал в 1942 году разнорабочим железнодорожной станции Четатя-Албэ (Белгород-Днестровский). До 1946 года работал техником, инженером по техническому обучению 1-й дистанции пути Одесско-Кишиневской железной дороги.
В 1946—1951 годах — студент Одесского политехнического института.
Член ВКП(б) с 1950 года.
В 1951—1955 годах — помощник мастера, старший конструктор цеха, заместитель начальника и начальник цеха № 13 Черноморского судостроительного завода № 444 в Николаеве.
В 1955—1956 годах — заместитель секретаря, а в 1956—1957 годах — секретарь партийного комитета Черноморского судостроительного завода имени Носенко в Николаеве. В 1957—1960 годах — 2-й секретарь Николаевского городского комитета КПУ Николаевской области. В 1960—1961 годах — 1-й секретарь Николаевского городского комитета КПУ Николаевской области. В 1961—1964 годах — главный инженер Николаевского завода «Дормашина» Николаевской области. В 1964—1978 годах — директор Николаевского трансформаторного завода имени Ленинского комсомола Николаевской области.
В 1978—1986 годах — директор Николаевского машиностроительного завода (генеральный директор Николаевского производственного объединения «Заря») Николаевской области.
В 1986—1992 годах — инженер-методист Николаевского машиностроительного завода (производственного объединения «Заря») Николаевской области.

## Награды
- орден Ленина
- орден Октябрьской Революции
- два ордена Трудового Красного Знамени
- орден «Знак Почета»
- медаль «За доблестный труд. В ознаменование 100-летия со дня рождения В. И. Ленина» (1970)
- медали